# Зламане крило
«Зламане крило» (англ. The Broken Wing) — американська кінокомедія режисера Тома Формана 1923 року.

## У ролях
- Кеннет Герлан — Філіп Марвін
- Міріам Купер — Інес Вільєра
- Волтер Лонг — капітан Іннокенціо Дос Сантос
- Місс Дюпон — Селія
- Річард Такер — Сільвестр Кросс
- Едвард Брейді — Базіліо
- Фердинанд Міньєр — Лютер Фарлі